# Унгвари, Аттила
Аттила Унгвари (венг. Ungvári Attila, род. 25 октября 1988, Цеглед, Пешт) — венгерский дзюдоист, призёр чемпионатов Европы.

## Биография
Родился в 1988 году. В 2010 году стал чемпионом Европы среди спортсменов в возрасте до 23 лет.
В 2010 году стал бронзовым призёром чемпионата Европы. В 2019 году завоевал бронзовую медаль Европейских игр.